# Regla de Sarrus

La regla de Sarrús: las diagonales azules se suman y las diagonales rojas se restan.

La regla de Sarrus es un método usado para calcular el determinante de una matriz cuadrada de tercer orden. Recibe su nombre del matemático francés Pierre Frédéric Sarrus, que la introdujo en el artículo Nouvelles méthodes pour la résolution des équations, publicado en Estrasburgo en 1833.
Considérese la matriz de 3×3:

{\displaystyle M={\begin{bmatrix}a_{11}&a_{12}&a_{13}\\a_{21}&a_{22}&a_{23}\\a_{31}&a_{32}&a_{33}\end{bmatrix}}}

Su determinante se puede calcular de la siguiente manera:
En primer lugar, repetir las dos primeras filas de la matriz debajo de la misma de manera que queden cinco filas. Después sumar los productos de las diagonales descendentes (en línea continua) y sustraer los productos de las diagonales ascendentes (en trazos). Esto resulta en:

{\displaystyle \det {\begin{bmatrix}a_{11}&a_{12}&a_{13}\\a_{21}&a_{22}&a_{23}\\a_{31}&a_{32}&a_{33}\end{bmatrix}}={\begin{vmatrix}a_{11}&a_{12}&a_{13}\\a_{21}&a_{22}&a_{23}\\a_{31}&a_{32}&a_{33}\end{vmatrix}}=}
{\displaystyle =a_{11}a_{22}a_{33}+\;a_{21}a_{32}a_{13}+\;a_{31}a_{12}a_{23}-\;a_{13}a_{22}a_{31}-\;a_{23}a_{32}a_{11}-\;a_{33}a_{12}a_{21}}

Un proceso similar basado en diagonales también funciona con matrices de 2×2:

{\displaystyle \det {\begin{bmatrix}a_{11}&a_{12}\\a_{21}&a_{22}\end{bmatrix}}={\begin{vmatrix}a_{11}&a_{12}\\a_{21}&a_{22}\end{vmatrix}}=a_{11}a_{22}-a_{21}a_{12}}

Esta regla mnemotécnica es un caso especial de la fórmula de Leibniz.